# Satyrus herminia
Satyrus herminia är en fjärilsart som beskrevs av Ramon Agenjo Cecilia 1963. Satyrus herminia ingår i släktet Satyrus och familjen praktfjärilar. Inga underarter finns listade.